# ديشار جنوبي
ديشار جنوبي (الاسم العلمي: Pteris australis) هو نوع نباتي يتبع جنس الديشار من فصيلة الديشارية.
سمي هذا النوع بالجنوبي (باللاتينية: australis) نسبة إلى النصف الجنوبي للكرة الأرضية.